# Réseau libéral du sud-est européen
Le réseau libéral du sud-est européen (en anglais : Liberal South East European Network - LIBSEEN) est une alliance politique européenne de partis libéraux et de think tanks de l'Europe du Sud, reconnu comme un parti politique européen par l'Union européenne. Il a été fondé en 2008 à Skopje et compte actuellement 17 membres de 11 pays des Balkans, de Bulgarie et Roumanie. L'objectif principal du LIBSEEN est le renforcement des politiques libérales dans la région et le renforcement des liens entre les pays des Balkans et l'Union européenne.
La plupart des partis membres LIBSEEN sont également membre de l'Alliance des libéraux et des démocrates pour l'Europe et l'Internationale libérale.
L'actuel président est le ministre croate des Affaires étrangères, Vesna Pusić.

## Membres
Bosnie-Herzégovine
- Parti libéral-démocrate (Liberalno Demokratska Stranka)
- Notre Parti (Naša stranka)

 Bulgarie
- Mouvement des droits et des libertés (Dvizhenie za prava i Svobodi)

 Croatie
- Parti populaire croate - Démocrates libéraux (Hrvatska Narodna Stranka - Liberalni Demokrati)
- Parti social-libéral croate (Hrvatska socijalno Liberalna stranka)
- Diète démocrate istrienne (Istarski Demokratski sabor / Dieta Democratica Istriana)

 Hongrie
- Hungarian European Society (think tank)

 Kosovo
- Alliance pour un nouveau Kosovo (Aleanca Kosova e Re)

 Macédoine du Nord
- Parti libéral de Macédoine (Либерална Партија на Македонија, Liberalna Partija na Makedonija)
- Parti libéral-démocrate (Либерално Демократска Партија, Liberalno Demokratska Partija)

 Moldavie
- Parti libéral (Partidul Liberal)

 Monténégro
- Parti libéral du Monténégro (Liberalna Partija Crne Gore)

 Roumanie
- Alliance des libéraux et démocrates (Alianța Liberalilor și Democraților)

 Serbie
- Parti libéral-démocrate (Либерално-демократска партија, Liberalno-demokratska partija)
- Mouvement des citoyens libres (Покрет слободних грађана, Pokret slobodnih građana)
- Nouveau Parti (Нова странка, Nova stranka)

 Slovénie
- Alliance d'Alenka Bratušek (Zavezništvo Alenke Bratušek)
- Parti du centre moderne (Stranka modernega centra)
- Novum Institut (think tank)